# Биткине
Биткине (фр. Bitkine) — город в Чаде, расположен в регионе Гера.

## Географическое положение
Биткине расположен на высоте 701 метров над уровнем моря.

## Демография
Население города по годам:
| 1993   | 2010   |
| ------ | ------ |
| 13 619 | 20 326 |